# Ley de Crueldad contra los Animales de 1835
Ley de Crueldad contra los Animales de 1835 fue una ley del Parlamento del Reino Unido que tenía por objeto proteger a los animales ante el maltrato. La acción legal británica para proteger a los animales se inició con la aprobación de la Ley de Tratamiento Cruel del Ganado de 1822 para prevenir el tratamiento cruel e inadecuado del ganado. La ley de 1835 modificó la legislación existente para incluir (como «ganado») a los toros, perros, osos y ovejas, para prohibir el hostigamiento de osos y las peleas de gallos, lo que facilitó aún más la legislación para proteger a los animales, crear refugios, hospitales veterinarios y una transportación y matanza más humanas. La protección no se extendía a los animales salvajes. La ley fue aprobada en parte debido a la presión ejercida por la Real Sociedad para la Prevención de la Crueldad contra los Animales (fundada en 1824). La ley fue derogada años después y sustituida por la Ley de Crueldad contra los Animales de 1849.